# Пентакозапалладийнонагерманий
Пентакозапалладийнонагерманий — бинарное неорганическое соединение
палладия и германия
с формулой Ge9Pd25,
кристаллы.

## Получение
- Сплавление стехиометрических количеств чистых веществ:

{\displaystyle {\mathsf {25Pd+9Ge\ {\xrightarrow {970^{o}C}}\ Ge_{9}Pd_{25}}}}

## Физические свойства
Пентакозапалладийнонагерманий образует кристаллы
тригональной сингонии,
пространственная группа P 3,
параметры ячейки a = 0,7351 нм, c = 1,0605  нм, Z = 1
.
В некоторых работах соединению приписывают формулу GePd3.
Соединение образуется по перитектической реакции при температуре 970°C
и существует при температуре выше ≈560°C.